# Ross 128
Ross 128 ist ein Roter Zwergstern etwa 3,4 pc (11 Lichtjahre) von unserem Sonnensystem entfernt. Sein nächster Nachbar ist Wolf 359, welcher etwa 1,2 pc (3,8 Lichtjahre) entfernt liegt. Ross 128 ist nahe der Ekliptik zu finden, in der Nähe des Sternbilds Jungfrau und gehört zu den UV-Ceti-Sternen.

## Planetensystem
Im September 2017 berichtete ein Wissenschaftlerteam über den Planeten Ross 128 b. Er umkreist den Stern in einem Abstand von etwa 0,05 AE mit einer Umlaufperiode von 9,9 Tagen. Ob der Planet sich innerhalb oder außerhalb der habitablen Zone befindet, ist unklar. Unter der Annahme, dass seine Albedo im Bereich der Planeten des Sonnensystems liegt, wird seine Gleichgewichtstemperatur auf etwa −60 bis +20 °C geschätzt. Der Planet besitzt ein schwaches Magnetfeld, was eine Atmosphäre ermöglichen könnte. Diese Daten beruhen auf einer Auswertung von Aufnahmen des High Accuracy Radial velocity Planet Searchers (HARPS) aus den Jahren 2005 bis 2016.
Nach Proxima Centauri b handelte es sich zum damaligen Zeitpunkt um den zweitnächsten bekannten Planeten außerhalb des Sonnensystems, auf dem die Voraussetzungen für erdähnliches Leben gegeben sein könnten.

## Ungewöhnliche Radiosignale
Am 12. Mai 2017 wurden am Arecibo-Observatorium in Puerto Rico ungewöhnliche, breitbandige Radiosignale aus der Richtung von Ross 128 b empfangen. Es handelte sich um ein annähernd periodisches Signal mit abnehmender Frequenz. Bei weiteren Beobachtungen in Arecibo wie am Green Bank Telescope und dem Allen Telescope Array ließ sich diese Beobachtung jedoch nicht wiederholen. Dies deutet darauf hin, dass das rätselhafte Signal von einem Satelliten in der Erdumlaufbahn gestammt haben könnte.